# Aníbal Letelier
Aníbal del Rosario Letelier Núñez (Talca, 5 de marzo de 1862 — Viña del Mar, 25 de febrero de 1930) Político chileno, Diputado durante el periodo 1906 a 1909 por el Partido Liberal Democrático. 

## Biografía

### Primeros años
Hijo de Tristán Letelier Rojas y de Ascensión Nuñez Barrios. Casado con Felicidad Araya Cruz, con hijos.
Sus estudios los realizó en el Instituto Nacional, matriculado en 2º Humanidades el 1 de marzo de 1875; Liceo de Hombres de Talca matriculado en 4º Humanidades. Estudio Derecho en la Universidad de Chile. Juró como Abogado el 12 de marzo de 1884.

### Vida laboral y carrera política
Fue Secretario en la Intendencia de Talca en 1884; oficial del Registro Civil de Talca en 1886; juez propietario de San Javier en 1889 y juez de San Fernando en 1891.
Fue preso en la Cárcel de Santiago por su adhesión al Presidente José Manuel Balmaceda durante la guerra civil chilena de 1891, siendo separado del poder judicial.
Ejerció su profesión, primero en Talca y luego en Santiago; abogado de varias instituciones y sociedades; miembro del consejo de Instrucción Pública durante 5 años; consejero de la Caja de Crédito Minero y de la Caja de Crédito Hipotecario; director de la Compañía de Gas de Talca en 1902. Defensor de Menores de Santiago en 1815. Redactor de El Heraldo de Talca, colaborador de Los Tiempos y socio fundador y redactor de La Actualidad, ambos de Talca.
Ministro de Justicia e Instrucción Pública entre 11 de enero de 1911 y el 15 de agosto de 1911, y entre 13 de enero de 1913 y 16 de junio de 1913; subrogó en Relaciones Exteriores por 15 días en mayo de 1913.
Diputado por Linares, Parral y Loncomilla para los períodos de 1903 a 1906 y 1906 a 1909. Integró la Comisión Conservadora para el receso de 1904 a 1905 y 1906 a 1907, la Comisión de Relaciones Exteriores, como reemplazante y la Comisión de Industria.
Militó en el partido Liberal Democrático; desde 1892 se dedicó en Talca a reorganizar el Partido.
Falleció en Viña del Mar el 25 de febrero de 1930.